# Taft-Hartley Act
Il Taft–Hartley Act, ovvero il Labor–Management Relations Act, è la legge degli Stati Uniti d'America del 1947 che regola le attività e il potere dei sindacati in quello stato.

## Storia
Quando Robert Taft venne rieletto senatore al Congresso tra i repubblicani nel 1947, si concentrò sulla gestione dei rapporti nel mondo del lavoro come presidente del Senate Labor Comitee. Egli riteneva il precedente Wagner Act come una legge che concedeva troppo potere ai sindacati, così redasse insieme al deputato Fred A. Hartley Jr. la legge che prese il loro nome.
Tale legge impose delle restrizioni per gli union shop, che obbligavano i lavoratori non iscritti al sindacato ad unirsi al sindacato entro un certo lasso di tempo pena la perdita del lavoro. Restrizioni furono previste anche per i closed shop, contratti di lavoro che obbligavano a far parte del sindacato per essere assunti. Venne introdotto la facoltà per il presidente di chiedere un'ingiunzione federale per imporre un periodo di riflessione di ottanta giorni se uno sciopero fosse stato ritenuto minacciare l'interesse nazionale. Venne introdotto anche l'obbligo per i dirigenti sindacali del giuramento di estraneità alle dottrine comuniste. Tale prescrizione fu ritenuta incostituzionale nel 1965. Si negava a tutti i dipendenti pubblici il diritto allo sciopero.
Taft riuscì a far approvare la legge nonostante il veto del presidente Harry Truman il 23 giugno 1947, aggirato dal congresso. I labouristi chiamarono la legge slave-labor bill (in italiano:"legge sul lavoro degli schiavi") mentre secondo il presidente Truman si trattò di una "pericolosa intrusione nella libertà di parola" nonché di un "conflitto con importanti principi della nostra società democratica". La legge ebbe un impatto importante sulle abitudini di voto dei membri dei sindacati: chi in precedenza aveva votato per il partito Repubblicano ora passa a quello Democratico.